# Bimi (verdura)

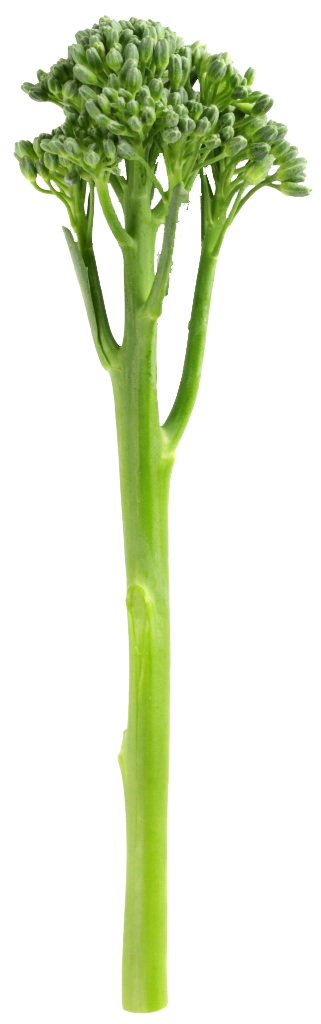
Ramillete de Bimi

Bimi es una marca que se refiere a una hortaliza producida por una planta de la familia Brassicaceae. Surgió en Japón en 1993 por hibridación natural entre el brócoli (Brassica oleracea var. italica) y una variedad de col oriental llamada Kai-lan (Brassica oleracea var. alboglabra).
Comercialmente se conoce como Tenderstem en el Reino Unido, debido a su tierno (tender) tallo (stem), y como Broccolini en Estados Unidos.

## Historia
Broccolini fue desarrollado originalmente durante ocho años por la Sakata Seed Company de Yokohama, Japón. Fue desarrollado como un híbrido de brócoli y col rizada china, en lugar de ser modificado genéticamente. 
Sakata se asoció con Sanbon Incorporated en 1994 para comenzar a cultivar el producto comercialmente en México bajo el nombre Asparation, lo que implica una similitud con los espárragos debido al tallo delgado y comestible. Después de estar disponible por primera vez en los mercados estadounidenses en 1996, en 1998 Sakata comenzó una asociación con Mann Packing Company en Salinas, California, y comercializó el producto como Broccolini. Se siguen desarrollando nuevas formas de brócolini, incluido el brócolini morado. 
La variedad de brócoli germinada está protegida como variedad vegetal en varios territorios, incluida la Unión Europea con el nombre de Inspiration F1. La palabra BIMI significa delicioso en japonés y fue ideada por Sakata Vegetables Europe SAS como la marca comercial bajo la cual se vende su producto de variedad de brócoli.

## Características
El aspecto de Bimi recuerda a un brócoli común, con una cabeza más pequeña y con un tallo más alargado. El tallo de Bimi es tierno y delgado, como el de un espárrago verde, con algunas hojas lanceoladas y finas. Se consume entero, del tallo al florete. Su sabor es más suave y dulce que el del brócoli convencional, por ello se puede consumir crudo o cocinado durante 3 o 5 minutos.

## Nutrición
Se considera que Bimi es una ‘superverdura’ ya que es rica en vitamina C, vitamina D, calcio, ácido fólico, hierro y fibra. Dispone de más zinc, ácido fólico, antioxidantes y vitamina C que los espárragos verdes, el brócoli tradicional, la col rizada y las espinacas.
Según un estudio de la UPCT (Universidad Politécnica de Cartagena), los compuestos bioactivos de carácter anticancerígeno, antioxidante y antiinflamatorio del Bimi son mejor absorbidos que los de otras crucíferas como el brócoli convencional, la coliflor o la col.

Proteínas: 2,98 g
| Composición por 100 gramos |
| Calorías: 28               |
| Carbohidratos: 5,24 g      |
| Grasas: 0,9 g              |
| Saturados 0,2 g            |
| Calcio: 48 mg              |
| Hierro: 0,88 mg            |
| Vitamina C: 93,2 mg        |
| Sal: Trazas                |
| Fibra: 3,0 g               |

## Cultivo
La Provincia de Murcia es una de las mayores regiones productoras de esta nueva hortaliza en Europa, seguida de Inglaterra.
Bimi se planta en las mismas condiciones que el brócoli convencional y tiene sus mismas exigencias agronómicas. Tan solo requiere de un manejo más esmerado que su pariente de mayor tamaño.